# Chirignago
Chirignago ist ein auf dem Festland gelegener Stadtteil von Venedig, der zur Municipalità Chirignago-Zelarino gehört. Der Ort mit 7.230 Einwohnern (31. Dezember 2024) geht ohne erkennbaren Übergang nach Mestre über. Seine Geschichte reicht bis in römische Zeit zurück, von 1336 bis 1797 gehörte er zur Republik Venedig, von 1798 bis 1926, als der Ort zu Venedig eingemeindet wurde, war Chirignago eine eigenständige Kommune.

## Name
Der Ortsname taucht bis ins 18. Jahrhundert in verschiedenen Varianten auf, wie Clarignago, Clerinaco, Caurignago, Chierignesco oder Chierignago. Da der Namensteil -ago, der im Veneto häufig auftaucht, oftmals ein Hinweis auf ein Kolonengut ist, könnte es, so wurde gemutmaßt, auf einen Clarinus oder Quirinus zurückgehen. Aber auch ein Fluss oder See namens Clarinus wurden hier bereits bemüht.

## Geschichte

### Antike
Der Ort reicht bis in die Antike zurück. Das Gebiet war, da es nahe an der Lagune von Venedig lag, von Sümpfen und Feuchtgebieten durchzogen. An der Via Miranese fanden sich Überreste einer römischen Brücke.

### Ortsgründung (11. Jahrhundert?), Einfluss venezianischer Klöster, Bistum Treviso
Möglicherweise ging die Gründung von San Giorgio auf die Benediktiner der venezianischen Insel San Giorgio Maggiore zurück, denen um 1022 erste Teile des Gebietes gehörten. 1120 finden drei Höfe von Hörigen Erwähnung (mansi). Bis zum Ende der venezianischen Republik gehörten ihnen die Orte Asseggiano im Norden von Chirignago und Catene im Osten. 1458 zogen sie dort das pecoratico ein, eine Abgabe auf Ziegen. 1123 wird erstmals der Ort Chirignago erwähnt. Am 2. Mai 1123 erwarben laut einer Urkunde Enrico, Alberto, Ecilo und Arsenio, Erben des verstorbenen Giovanni de Clerignago, zusammen mit Puviza oder Cuniza, seiner Witwe, vom Abt von San Giorgio Maggiore im Osten der Kirche von Clarignano ein Grundstück. 
Auch dem Bischof von Treviso Ulderico III. (1157–1179) unterstanden hier spätestens ab 1178 Vasallen; 1330 gab einer seiner Nachfolger eine Präbende zur Fürbitte für seine Untertanen im Ort aus. Der Ort selbst unterlag nicht der Rechtsprechung von San Giorgio, sondern seit alters her der der Abtei Sant’Ilario, die am Rande der Lagune lag. Auf diesem Umweg kam der Ort unter die Jurisdiktion des Bischofs von Treviso. Zu den weit ins heutige Marghera reichenden Gemeindegütern gehörte auch ein Wald namens Brombedo, der bereits 1126 Erwähnung fand. Dort jagte der Adel. Der Wald wurde während des Ersten Weltkriegs abgeholzt. 1292 wird erstmals die Kirche San Giorgio in Chirignago erwähnt, 1297 erneut in einer Übersicht über die Kollekten. 1335 lebten vier dominierende Familien in dem Ort, dessen Gesamteinwohnerzahl auf 620 geschätzt wurde. 
Am 24. Oktober 1336 geriet das Dorf zusammen mit Asseggiano zwischen die Fronten der Carrara-Kriege zwischen Verona und Venedig. Die beiden Dörfer wurden vollständig niedergebrannt. 1339 wurden die beiden Dörfer zum venezianischen Mestre geschlagen, wie der Doge Francesco Dandolo verfügte.

### Venezianische Herrschaft (1339–1797)
1339 kam das Gebiet damit an die Republik Venedig, bei dem es, mit kurzen Unterbrechungen, bis 1797 verblieb. 1467 zählte man wieder 50 Familien und rund 250 Einwohner. Der Humanist und Nuntius Girolamo Rorario (1485–1556) erhielt die Kirche des Ortes mit all ihren Einnahmen als Benefizium. Ab etwa 1600 kam es im Gebiet zu Umleitungen der kleinen Flüsse, um Gebiete zu entwässern und um die Lagune vor dem Verlanden zu schützen. 1565 hatte der Ort, zu dem inzwischen Azzeggian, Catene, Villabona, Colombara, La Giustizia und Ca’ Emiliani alla Rana gehörten, 700 Einwohner in 90 Familien. 1685 lag die Einwohnerzahl bei 1.600. Um 1700 entstand die Villa Cecchini, die im Zweiten Weltkrieg zerstört wurde. Die venezianische Familie Corner besaß Land um den Ort, der Prokurator von San Marco Flaminio Corner (1693–1778) schenkte der Kirche 1749 zahlreiche Reliquien. Die vermögende Kirche unterhielt neun Priester für die umliegenden Dörfer. 1765 hatte der Ort 1.893 Einwohner. 334 von ihnen bearbeiteten den Boden, 488 waren Handwerker, 120 besaßen Läden, 22 waren Künstler. Nur Mestre war mit 2.976 Einwohnern größer. 
Die frühe Industrialisierung erreichte den Ort 1780 mit der Gründung der Fabbrica Zerbo, in der Besen und Bürsten entstanden, 1796 entstand die Fabbrica Fabris Favaro, die Decken und Bettdecken mit Gänsedaunen herstellte.

### Selbständige Gemeinde unter französischer und österreichischer Herrschaft
1797 kam die Republik Venedig an Frankreich, 1798 wurde Chirignago eine selbstständige Gemeinde (bis 1927). Erster Bürgermeister war Maria Filippo Nicoli. Ihm folgten vor allem Amtsinhaber aus der Familie Bisacco (Paolo Bisacco, † 1876, Marco (1870 bis 1890), Alessandro (1900 bis 1902)). 1806 verlangte die französische Gesetzgebung, dass die Friedhöfe aus den Dörfern entfernt werden mussten. So entstand in Chirignago ein neuer Friedhof. 1807 hatte der Ort noch 1.300 Beschäftigte, doch allein im harten Winter 1817 starben 222 Einwohner, meist Kinder. Dennoch hatte das Dorf 1835 wieder 2.200 Einwohner. 1846 waren es 2.302.

### Anschluss Venetiens an Italien
Nachdem Venetien 1866 an Italien angeschlossen worden war, kam es beim Besuch Federico Maria Zinellis (1861–1879), des Bischofs von Treviso, der gegen den Anschluss war, zu einem Tumult. Er wurde dort von den Vertretern der Kommune nicht empfangen. Daraufhin stürmten die Bewohner das Rathaus und die empörte Menge verbrannte auf dem Vorplatz zahlreiche Dokumente. 20 ihrer Führer wurden inhaftiert. Die letzten Bürgermeister waren Vittorio Friedenberg (1902 bis 1907 und 1914 bis 1920), zwischen diesen Amtszeiten Friedenbergs Cesare Cecchini, schließlich Fulvio Eugenio Fabris Favaro (1920 bis 1926).

### Faschismus, Eingemeindung nach Groß-Venedig
Die Faschisten gemeindeten seit Jahren zahlreiche Festlandsgemeinden zu Groß-Venedig ein.
1926 kam auch die Gemeinde Chirignago zusammen mit Zelarino und Favaro Veneto zur Kommune Venedig, und auch die Kirchengemeinden waren nicht mehr dem Bistum Treviso zugehörig, sondern dem Patriarchat von Venedig. Im Zweiten Weltkrieg wurde der Ort stark zerstört, vor allem durch die Bombardierungen vom 6. Oktober 1943 und vom 28. März 1944. Unter den zerstörten Gebäuden waren die Villen Ivancich, Chinellato und die Villa Cecchini aus dem 18. Jahrhundert.